# Lista över medverkande i Allsång på Skansen
Detta är en lista över de som har medverkat i Allsång på Skansen.

## Lista

### 1979
- 3 augusti - Ewa Roos och Erik Frykman.
- 10 augusti - Gunwer Bergkvist och Olle Björklund.
- 17 augusti - Stig Olin och Agnetha Munther.
- 24 augusti - Anna Sundqvist och Thore Skogman.[1]

### 1980
- 4 juli 1980 - Bröderna Djup, Louise Raeder
- 11 juli 1980 -
- 18 juli 1980 - Trubadurerna Sven Lilja och Monika Lilja Lundin
- 25 juli 1980 - Annica Risberg och Patrik Fredricson
- 1 augusti 1980 - Anki Nilsson
- 8 augusti 1980 - Lily Berglund
- 15 augusti 1980 - Berith Bohm
- 22 augusti 1980 - Eva Bysing

### 1981
Bosse Larsson underhöll publiken på Skansen med allsång men detta sändes ej i TV.

### 1982
Bosse Larsson underhöll publiken på Skansen med allsång men detta sändes ej i TV.

### 1983
Bosse Larsson underhöll publiken på Skansen med allsång men detta sändes ej i TV.

### 1984
Efter ett treårigt uppehåll visades allsångskvällarna med Bosse Larsson återigen i TV.
- 3 augusti 1984 - Anna Lena Löfgren
- 17 augusti 1984
- 24 augusti 1984
- 31 augusti 1984

### 1985
- 8 augusti 1985 - Thore Skogman[3]

### 1986
- 4 juli 1986 - Sveriges Television hade inte uppmärksammat att det 1985 var 50 år sedan allsångskvällarna på Skansen började och därför blev det bara en enda TV-sänd allsångskväll. Bosse Larsson gästades av allsångsledaren Elon Dahl, Ewa Roos och Sonya Larsén.

### 1987
Bosse Larsson underhöll publiken på Skansen med allsång men detta sändes ej i TV.

### 1988
Bosse Larsson underhöll publiken på Skansen med allsång men detta sändes ej i TV.

### 1989
Bosse Larsson underhöll publiken på Skansen med allsång men detta sändes ej i TV.

### 1990
- 17 juli - Berith Bohm, Peter Lundblad, Stallfåglarnas och Stallbrödernas kör.
- 24 juli - Titti Sjöblom och Jaroslav Svensson's
- 31 juli - Sonja Stjernquist, Ingemar Johansson och Eddie Oliva.
- 7 augusti - Myrra Malmberg och Lasse Tennander.
- 14 augusti - Eva Jarnedal, Bengt Hallberg och Gösta Taube.

### 1991
Anmärkning: Haningekören medverkar i varje avsnitt
- 16 juli - Thory Bernhards, Stefan Ljungqvist, Lars Magnusson, John 'Jo-Jo' Johansson
- 23 juli - Arja Saijonmaa, Berith Bohm, Mats Paulsson
- 30 juli - Anna Öst, Johnny Öst, Ewa Roos, Georg Riedel med döttrarna Sarah Riedel och Noomi Riedel
- 6 augusti - Ann-Christine Göransson, Mikael Kjellgren, Bertil Norström, Bosse Parnevik
- 13 augusti - Sickan Carlsson, Annalisa Ericson, Lasse Berghagen

### 1992
- Anm: Haningekören[4] medverkade i varje program
- 30 juni - Sofia Källgren och Gösta Linderholm
- 7 juli - Anette Herrmann, Mikael Samuelson, Lasse Holm
- 14 juli - Anna-Lena Brundin, Berndth Hammarlund och Fredrik Johansson.
- 21 juli - Helena Christensson, Maria Sköld, Pernilla Söderström, Lili Öst och Peo Jönis.
- 28 juli - Eva Bysing, Gunnel Eklund, Bert Åke Varg
- 4 augusti - Sonya Hedenbratt, Bengt Rundgren och Trio mé bumba
- 11 augusti - Annica Risberg, Östen Warnerbring och Monica Danielson.
- 18 augusti - Lill-Babs[5], Olle Adolphson, Ulf Källvik
- 25 augusti - Anna Eiding och Triple & Touch.
- 1 september - Lasse Berghagen, Dr Alban, Maria Johansson, Rita Saxmark och Jan Bengtson.

### 1993
- Anm: Haningekören medverkade i varje program
- 22 juni - Cyndee Peters, Tito Beltran, Eddie Oliva och Robert Wells.
- 29 juni - Margareta Kjellberg, Meta Roos och Torgny Björck.
- 6 juli - Anita Strandell och Claes Janson.
- 13 juli - Elisabeth Hellman och Stefan Demert.
- 20 juli - Lizette Pålsson, Peter Jöback, Trolle Carlson, sånggruppen Avec och Martin Lennartsson.
- 3 augusti - Tommy Körberg, Stefan Nilsson, Manuel Bjelke, Lennart Bjelke, Kai Söderman, Lars-Åke Wilhelmsson och sånggruppen Avec.
- 10 augusti - Astrid Assefa och Göran Fristorp.
- 17 augusti  - Thore Skogman, Mi Ridell, Rimma Gotskosik-Bjelke och Carl Einar Schierman.

### 1994
- Anm:  Robert Wells medverkade i alla avsnitt
- 12 juli - Ann-Cathrine Wiklander, Per Fjellströms orkester, och Avec
- 19 juli - Stefan & Krister (Stefan Gerhardsson och Krister Claesson), Avec och Anette Herrmann (660 000 tittare)
- 26 juli - Roger Pontare och Kalle Moraeus (730 000 tittare)
- 2 augusti - Gunnel Gisslén, Tommy Nilsson och Trolle Carlsson
- 9 augusti - Mikael Samuelson, Robert Gustafsson, Avec, Per Fjellströms orkester, Östen med Resten och Jan Bengtson.
- 16 augusti - Babsan, Avec, Per Fjellströms orkester och Loa Falkman (1 015 000 tittare)
- 23 augusti - Lill-Babs, Avec, Per Fjellströms orkester och Eddie Oliva

### 1995
- 11 juli - Tito Beltran, Grus i Dojjan och Robert Wells.
- 18 juli - Totta Näslund, Vivian Cardinal, Blossom Tainton, Dana Dragomir och Patrik Svedberg.
- 25 juli - Arvingarna, My Blomqvist och Magnus Gutke.
- 1 augusti - Sickan Carlsson, Meta Roos, Amanda Sedgwick och Sven-Erik Magnusson.
- 8 augusti - Mikael Samuelson, Robert Gustafsson, Östen med Resten och Jan Bengtson

### 1996
- 18 juni 1996 - Vikingarna, Karin Glenmark (1 060 000 tittare)
- 25 juni 1996 - Hasse Kvinnaböske Andersson, Arméns trumkår från P10 Strängnäs, Lena Ljung och Martin Stenmarck sjunger duett (1 030 000 tittare)
- 2 juli 1996 - Lill Lindfors, Tommy Nilsson, Robert Wells (1 185 000 tittare)
- 9 juli 1996 - Triple & Touch, Sanna Nielsen, Sören Hermansson spelar valthorn (1 280 000 tittare)
- 16 juli 1996 - Lasse Holm, Elisabeth Andreassen, Karin Dornbusch spelar klarinett (1 095 000 tittare)
- 23 juli 1996 - Siw Malmkvist, Eddie Oliva, Ingegerd Fredlund och Karin Langebo spelar harpa (810 000 tittare)
- 30 juli 1996 - Lisa Gustafsson, Lennart Grahn, steppgruppen New Visions, Stockholms barockkör (995 000 tittare)
- 6 augusti 1996 - Lill-Babs, Henrik Åberg, Bengt Hallberg (1 165 000 tittare)
- 13 augusti 1996 - Povel Ramel, Tomas von Brömssen, Charlott Strandberg, slagverkaren Markus Leoson

### 1997
- 1 juli - Ann-Louise Hanson, Christer Sandelin, Håkan Brinck, dansgruppen The Rhythm Hot Shots
- 8 juli - Anders Eriksson, Arne Domnérus, Sound of Nuns (905 000 tittare)
- 15 juli - Loa Falkman, trombonisten Christian Lindberg, "nykomlingen" Linda Pettersson (830 000 tittare)
- 22 juli - Blond, Git Persson, slagverksensemblen Kroumata (950 000 tittare)
- 29 juli - Wenche Myhre, Wille Crafoord (960 000 tittare)
- 5 augusti - Jan Malmsjö, Janne Schaffer, Björn J:son Lindh
- 12 augusti - Tommy Körberg, Charlie Norman, Robert Gustafsson (1 055 000 tittare)

### 1998
- 30 juni - Ainbusk Singers, Peter Flack, Christer Nerfont, Peter Gardemar, Bengan Janson (1 150 000 tittare)
- 7 juli - Anders Berglund, Robert Wells, operasångaren Gösta Winbergh, gladjazzgruppen Skärgårdspojkarna (1 105 000 tittare)
- 14 juli - Folkmusikgruppen Bock, Malena Laszlo, saxofonisten Magnus Lindgren, Divina Sarkany, hemlig gäst Lasse Lönndahl (1 135 000 tittare)
- 21 juli - Jill Johnson, Viktoria Tolstoy, Anne-Lie Rydé, gruppen One Voice, trummisen Nils-Bertil Dahlander, Claes Janson (1 090 000 tittare)
- 28 juli - Dansgruppen BouncE, Karl Dyall, flöjtisten Janne Bengtson, Sten Nilsson, Cæcilie Norby (1 130 000 tittare)
- 4 augusti - Anders Ekborg, Orsa spelmän, Putte Wickman, Lena Willemark (1 200 000 tittare)
- 11 augusti - Robert Gustafsson, Peter Harryson, Björn Skifs, Johan Ulveson (1 305 000 tittare)

### 1999
- 29 juni - Charlotte Nilsson, Jonas Gardell, Lill-Babs, Bengan Janson och Kalle Moraeus (1 415 000 tittare)
- 6 juli - Carola Søgaard, Robert Wells, Lars Erstrand, Niklas Andersson (1 265 000 tittare)
- 13 juli - Sylvia Vrethammar, Martin Stenmarck, Tina Ahlin, Merit Hemmingson, Monica Dominique, Elise Einarsdotter, Marcus Nilsson, Marcus Wassberg
- 20 juli - Svante Thuresson, Danne Stråhed, Malmö brandkårs musikkår, musikalartisten Anki Albertsson (1 155 000 tittare)
- 27 juli - Tommy Nilsson, Barbados, gitarristerna Mats Bergström och Erik Steen, gruppen Viba Femba (1 160 000 tittare)
- 3 augusti - Malena Ernman, Robert Broberg, Per "Ruskträsk" Johansson, Jessica Folcker (1 070 000 tittare)
- 10 augusti - Orphei Drängar, Robert Gustafsson, Helen Sjöholm (1 660 000 tittare)

### 2000
- 27 juni 2000 Marie Fredriksson, Anne Sofie von Otter, Patrik Isaksson, trollkarlen Stefan Odelberg, musikalgruppen Forever Plaid (Anders Börjesson, Martin Stenmarck, Jakob Stadell och Joachim Bergström), Bengan Janson och Kalle Moraeus (1 595 000 tittare)
- 4 juli 2000 Marie Bergman, Helen Sjöholm, Björn Skifs, Janne Åström, Claes Janson (1 230 000 tittare)
- 11 juli 2000 Electric Banana Band, Tina Ahlin, Wille Crafoord, Bosse Parnevik (1 465 000 tittare)
- 18 juli 2000 Jan Malmsjö, Jonas Malmsjö, Peter Malmsjö, Voice Boys, oboemusikern Anna Bornander, dansaren Anette Lefterow (1 445 000 tittare)
- 25 juli Idolerna 2000 (Tommy Blom, Tages; Lennart Grahn, Shanes; Lalla Hansson, Fabulous Four och Svenne Hedlund, Hep Stars), Friends, Hanna Hedlund, Markoolio, Göran Söllscher (1 560 000 tittare)
- 1 augusti 2000 Stefan Sundström, Carl-Einar Häckner, Niklas Strömstedt, sångerskan Jenny Gustafsson (1 595 000 tittare)
- 8 augusti 2000 Tommy Körberg, Lena Philipsson, Johan Rheborg, jazzviolinisten Kristian Jørgensen, Robert Gustafsson (1 755 000 tittare)

### 2001
- 26 juni 2001 Sissel Kyrkjebø, Maria Lundqvist, Tomas Ledin
- 3 juli 2001 Gösta Linderholm, Stefan Andersson, Magnus Uggla, Friends (1 510 000 tittare)
- 10 juli 2001 Ricky Martin, Lotta Engberg, Rikard Wolff, Galenskaparna och After Shave (1 965 000 tittare)
- 17 juli 2001 Charlie Norman, Alice Babs, Peter Jöback, Nanne Grönvall, Jörgen Mörnbäck (1 675 000 tittare)
- 24 juli 2001 Sanna Nielsen, Robert Broberg, Thore Skogman, trumpetaren Mårten Lundgren (1 370 000 tittare)
- 31 juli 2001 Håkan Hellström, Lena Philipsson, Jakob Stadell, Lise & Gertrud (1 510 000 tittare)
- 7 augusti 2001 Robert Gustafsson, Josefin Nilsson, Björn Skifs, Benny Anderssons orkester, Helen Sjöholm (1 940 000 tittare)

### 2002
- 25 juni 2002 Peter Jöback, Peter Stormare, Carola Häggkvist, Povel Ramel
- 2 juli 2002 Lill Lindfors, Tomas Ledin, Kalle Moraeus, Bengan Janson, Jerry Williams
- 9 juli 2002 Kikki Danielsson, Elisabeth Andreassen och Lotta Engberg, Pablo Cepeda, Helen Sjöholm, Wyclef Jean
- 16 juli 2002 Barbados, Lisa Nilsson, Sissela Kyle, Loa Falkman
- 23 juli 2002 Louise Hoffsten, Afro-dite, Stefan Sundström, Lasse Brandeby, Arne Domnérus
- 30 juli 2002 Sven-Ingvars, Magnus Lindgren, Markoolio, Petra Nielsen
- 6 augusti 2002 Robert Gustafsson, Benny Anderssons orkester, Tommy Körberg, Friends, Björn Skifs, Loa Falkman

### 2003
- 24 juni 2003 After Shave och Anders Eriksson, Buddaboys, Per Gessle, Jerry Williams & The Boppers (2 240 000 tittare)
- 1 juli 2003 Anders Glenmark, Thomas Orup Eriksson, Niklas Strömstedt, Sanne Salomonsen, Staffan Scheja, Niklas Andersson (1 985 000 tittare)
- 8 juli 2003 Tommy Körberg, Alcazar, Håkan Hellström, Robyn, Kalle Moraeus, Bengan Janson (1 705 000 tittare)
- 15 juli 2003 Jill Johnson, The Ark, Björn Skifs, Micke 'Nord' Andersson (2 055 000 tittare)
- 22 juli 2003 Charlotte Perrelli, Jeerk, Ludvig Andersson, Per Myrberg, Style (1 650 000 tittare)
- 29 juli 2003 Rigmor Gustafsson, Fame, Lill-Babs, Black Noise, Jörgen Mörnbäck
- 5 augusti 2003 Carola Häggkvist, Robert Gustafsson, Helen Sjöholm, Benny Anderssons orkester, Lasse Berghagen (2 095 000 tittare)

### 2004
- 29 juni 2004: Vikingarna, Carola Häggkvist, BouncE, The Latin Kings (2 130 000 tittare)
- 6 juli 2004: Gyllene Tider, Åsa Jinder, Petra Nielsen, Svante Thuresson, CajsaStina Åkerström
- 13 juli 2004: Thomas Di Leva, Anne-Lie Rydé, Anita Strandell, Putte Wickman, Mats Ronander, Pugh Rogefeldt, Frida von Schewen
- 20 juli 2004: After Dark, Rikard Wolff, Lisa Nilsson och Georg Riedel, Lisa Miskovsky, Raymond & Maria
- 27 juli 2004: Hanson, Carson & Malmkvist, Jimmy Jansson, Stefan Sundström, Claes Janson
- 3 augusti 2004: Lena Philipsson, Owe Thörnqvist, Peter Jöback, Maria Lundqvist
- 10 augusti 2004: Benny Anderssons orkester, Helen Sjöholm, Peter Lundblad, Tommy Körberg, Jonas Gardell, Robert Gustafsson och Bosse Larsson

### 2005
- 28 juni 2005: Magnus Uggla, Darin Zanyar, Lena Philipsson, Sven-Bertil Taube
- 5 juli 2005: Lasse Berghagen, Lill-Babs, Alcazar, Rigmor Gustafsson, Lina Nyberg, Viktoria Tolstoy, Allram Eest
- 12 juli 2005: Carola Häggkvist, Jan Malmsjö, Helena Paparizou, Eva Eastwood, Daniel Andersson
- 19 juli 2005: Christer Sjögren, Caroline Wennergren, Wilmer X
- 26 juli 2005: Håkan Hellström, Mats Paulson, Robert Wells, Peter Jöback, Gunilla Backman, Nanne Grönvall, Shirley Clamp, Amy Diamond
- 2 augusti 2005: Tommy Nilsson, The Real Group, Benny Anderssons orkester
- 9 augusti 2005: Eva Dahlgren, Louise Hoffsten, Magnus Härenstam, Brasse Brännström, Robert Gustafsson, Peps Persson

### 2006

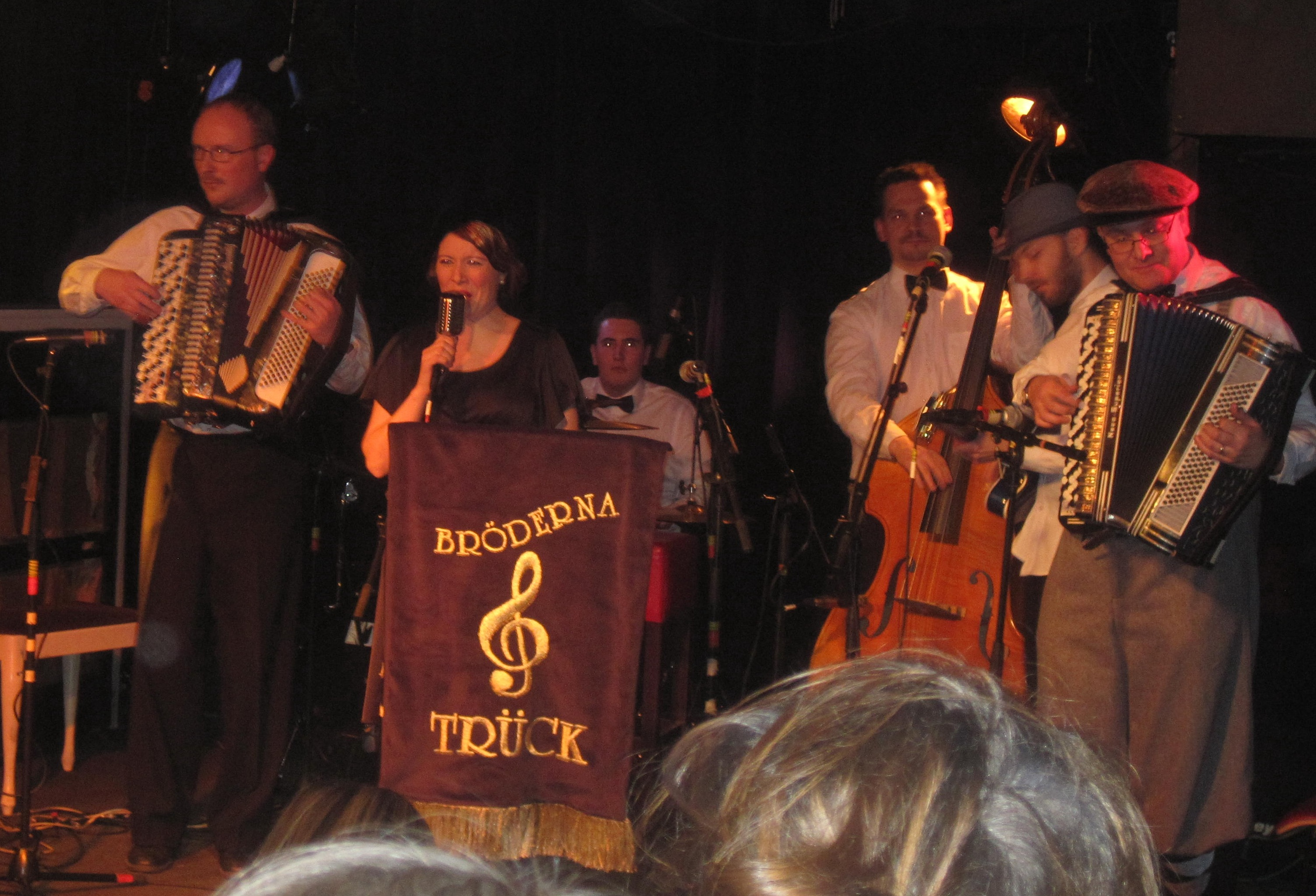
Bröderna Trück, här vid ett framträdande 2012.

- 27 juni 2006: Tomas Ledin, Elias feat. Frans, Povel Ramel, Orphei Drängar, Sebastian Karlsson
- 4 juli 2006: Carola Häggkvist, Andreas Johnson, Carl-Anton, Sofia Karlsson, I'm from Barcelona
- 11 juli 2006: Håkan Hellström, Björn Kjellman, Katarina Fallholm, Bolibompabandet, Lasse Lönndahl som hemlig gäst
- 18 juli 2006: Lordi, Sven-Ingvars, Patrik Isaksson, Laila Adéle
- 25 juli 2006: Eric Gadd, Bröderna Trück, Agnes Carlsson, Orup
- 1 augusti 2006: Lill Lindfors, Björn Skifs, Charlotte Perrelli, Robert Gustafsson

### 2007
- 26 juni 2007: The Ark, Pernilla Wahlgren, Benjamin Wahlgren, Maia Hirasawa, Electric Banana Band med Riltons vänner, Maria Möller.
- 3 juli 2007: Per Gessle, Måns Zelmerlöw, Frida Öhrn, Bengan Janson, Kalle Moraeus, Patrik Isaksson, Sussie Eriksson, Henrik Dorsin.
- 10 juli 2007: Jerry Williams, Lasse Berghagen, Lasse Holm, Salem Al Fakir, Roland Cedermark, Tobias Blom, Sofia Lockwall, Gabriella Lockwall.
- 17 juli 2007: Eldkvarn, Svante Thuresson, Sofia Karlsson, Markoolio, Mattias Enn, Florence Valentin.
- 24 juli 2007: Peter Jöback, Marie Lindberg, M.A. Numminen, Amy Diamond, Sahara Hotnights, Kjerstin Dellert.
- 31 juli 2007: E-Type, Fredrik Lycke, Alexander Lycke, Tomas von Brömssen, Marija Šerifović, Arne Qvick, Hanna Jämteby, Ängelholms lergöksorkester.
- 7 augusti 2007: Benny Anderssons orkester (BAO), Nanne Grönvall, Robert Broberg och Robert Gustafsson & Elias Andersson.

### 2008
- 24 juni 2008: Håkan Hellström, Arja Saijonmaa, Christer Sjögren, Miss Li, Bosse Parnevik, Towa Carson
- 1 juli 2008: Magnus Uggla, Sanna Nielsen, Peter Jöback, Eva Dahlgren, E.M.D, Anton Zetterholm
- 8 juli 2008: Lasse Stefanz, Amanda Jenssen, Brolle, Rock'n'roll 50 år med Little Gerhard, Rock-Olga, Rock-Ragge och Burken, Maria Haukaas Storeng.
- 15 juli 2008: The Poodles, Torgny "Kingen" Karlsson, Rigmor Gustafsson & Christina Gustafsson, Wei Wei, Owe Thörnqvist.
- 22 juli 2008: Adam Tensta, Andra generationen, Veronica Maggio, Peter Harryson, Beata Harryson, Vocal Six.
- 29 juli 2008: BWO, Abalone Dots, Nina Söderqvist,
- 5 augusti 2008: Benny Anderssons Orkester, Divine. Charlott Strandberg, Gunilla Backman, Sussie Eriksson, Tobias Ahlsell, Therese Löf-Amberg, Sara Dahlgren, Robin Olsson, Jesper Sjölander, Martin Redhe Nordh, Anna Andersson, Cecila Skarby, Robert Gustafsson, Annika Sjöö, Helen Sjöholm, Tommy Körberg

### 2009
Årets första Allsång på Skansen drog igång den 23 juni och de medverkande artisterna under sommaren var följande:
- 23 juni 2009: Måns Zelmerlöw, Tomas Ledin, Henrik Dorsin, Anna Maria Espinosa, Owe Thörnqvist.
- 30 juni 2009: Malena Ernman, A Camp, Lisa Ekdahl, Johan Palm, Ann-Louise Hanson, Mia Skäringer & Klara Zimmergren.
- 7 juli 2009: Caroline af Ugglas, John ME, Claes Eriksson, Anne-Lie Rydé & Lotta Ramel, Magnus Uggla, Rolandz.
- 14 juli 2009: Alexander Rybak, Larz Kristerz, Marcus Birro, Elisabeth Andreassen, Pauline Kamusewu, Anna Book, Stockholms gosskör.
- 21 juli 2009: Lili & Susie, Lars Vegas Trio, Monica Dominique & Carl-Axel Dominique, Wille Crafoord, Magnus Carlsson, Jack Vreeswijk, Jonas Karlsson, Kevin Borg[7] & Caroline Johansson Kuhmunen.
- 28 juli 2009: After Dark, Malena Tuvung, Timo Räisänen, Per Myrberg, Toralf Nilsson och Theresia Widarsson från Glada Hudikteatern, H.E.A.T., Miss Li
- 4 augusti 2009: Svenska Lyxorkestern, Allmänna Sången, Markus Krunegård, Björn Skifs, Bosse Larsson, Lasse Berghagen, Nanne Grönvall, Sylvia Vrethammar, Lill-Babs, John Houdi, Peter Lundblad.

### 2010
Årets första Allsång på Skansen ägde rum den 29 juni och vilka som skulle delta vid respektive kväll presenterades vid ett evenemang på Sollidenscenen den 9 juni 2010.
- 29 juni 2010: The Ark, The MozART Group, Anna Bergendahl  och Carola. (Robert Broberg, fick ställa in på grund av sjukdom.)
- 6 juli 2010: The Playtones, Marie Kühler, Eric Saade, Marie Bergman, The Ten Tenors och Wille Crafoord och Marika Willstedt
- 13 juli 2010: Cotton Eye Joe Show, Darin, Timoteij, Movits!, Olivia Stevens och Kikki Danielsson.
- 20 juli 2010: Salem Al Fakir, Gunhild Carling, Drängarna, The Real Group, Thomas Di Leva och Oskar Linnros.
- 27 juli 2010: Mando Diao, Jonas Gardell, Christer Sjögren och Thorsten Flinck, Jasmine Kara, Lill Lindfors och Idolerna.
- 3 augusti 2010: The Baseballs, Huutajat, Jakob Hellman, Linda Sundblad, Mange Schmidt & Vanessa Falk, Gösta Linderholm.
- 10 augusti 2010: Jerry Williams, Ola Forssmed, Tove Styrke, Orup, Hanna Lindblad och Charlotte Perrelli och Magnus Carlsson, Sussie Eriksson, Monica Dominique.
- 17 augusti 2010: Sveriges Radios symfoniorkester, Måns Zelmerlöw och Lisette Pagler, Sarah Dawn Finer, Fredrik Lycke, Jocke Bergström, Pauline Kamusewu och Magnus Uggla.

### 2011[9]
- 28 juni 2011: BAO, Lunds studentsångare, Danny Saucedo, Per Andersson, Petra Marklund
- 5 juli 2011: Håkan Hellström, Miriam Aïda, Sissela Benn, Siw Malmkvist, Ulrik Munther, The Moniker, Hasse Andersson
- 12 juli 2011: Veronica Maggio, Elisas, Eric Amarillo, Sara Varga, Kjell Lönnå, Katrin Sundberg
- 19 juli 2011: Bo Kaspers orkester, After Shave och Anders Eriksson, Petter, Vocalettes, Pernilla Andersson, Fredrik Kempe, Lena Maria Klingvall, Malena Ernman
- 26 juli 2011: Hoffmaestro, Eric Saade, Caroline Wennergren, Marika Willstedt, Angelica Alm, Carl Norén, Östen med Resten
- 2 augusti 2011: Timbuktu, Eva Eastwood, Svante Thuresson, Babsan, Patriks Combo, Hans-Erik Dyvik Husby, Stockholms musikkår Tre Kronor, Grotesco, Johnny Logan
- 9 augusti 2011: Lena Philipsson, Sven-Ingvars, Staffan Percy, Albin Flinkas, Fredrik Meyer, Peter Bjorn and John, Tommy Reinxeed
- 16 augusti 2011: Sveriges Radios symfoniorkester, Björn Skifs, Loa Falkman, Peter Jöback, Sara Edwardsson, Kristian Luuk, Nanne Grönvall, Triad

### 2012
- 26 juni: Adolf Fredriks flickkör, Agnes, Laleh, Magnus Uggla & Edith Backlund, Sean Banan
- 3 juli: Basshunter, Dead by April, Erik Hassle, Molly Sandén, Pros & Cons, Gunwer Bergkvist, Stephan Lundin, Per Andersson, Anne-Lie Rydé
- 10 juli: Bengt Sändh, Christina Lindberg, Diggiloo, Lasse Stefanz, Loreen, Norlie & KKV
- 17 juli: Andreas Weise, Björn Ranelid & Sara Li, Herreys, Markus Krunegård, Miss Li
- 24 juli: Amanda Fondell, Christer Björkman, Fibes, Oh Fibes!, Hagsätra Sport, Sten och Stanley, Tomas Ledin, Icona Pop
- 31 juli: Eldkvarn, Darin, Linnea Henriksson, Monica Nielsen & Monica Dominique
- 7 augusti: Cookies 'N' Beans, Panetoz, The Soundtrack of Our Lives, Thorsten Flinck
- 14 augusti: Gina Dirawi, Jerry Williams, Peter Lundblad, Petra Mede & Anna Granath, Sarah Dawn Finer

### 2013
- 25 juni: Gyllene Tider, Zara Larsson, Passenger, Carola Häggkvist, Eric Ericsons Kammarkör
- 2 juli: Oskar Linnros, Amanda Jenssen, Lisa Nilsson, Yohio, Per Andersson, Kjerstin Dellert, Peter Jezewski
- 9 juli: Håkan Hellström, Louise Hoffsten, Anton Ewald, Grynet Molvig, Skansens Ukuleleorkester
- 16 juli: Miriam Bryant, Rikard Wolff, Danny Saucedo, Arvingarna, Johnossi
- 23 juli: Magnus Uggla, B.U.S!, Robin Stjernberg, Rolandz, Brynolf & Ljung, Nic Schröder
- 30 juli: The Sounds, Kalle Moraeus, Sean Banan, Jonas Gardell, Lisa Miskovsky, Tensta Gospel Choir, Trio me' Bumba
- 6 augusti: Petter, Petra Marklund, Sofia Jannok, Lill-Babs
- 13 augusti: Mando Diao, Kim Cesarion, Flying Bach, Arja Saijonmaa, Edda Magnason

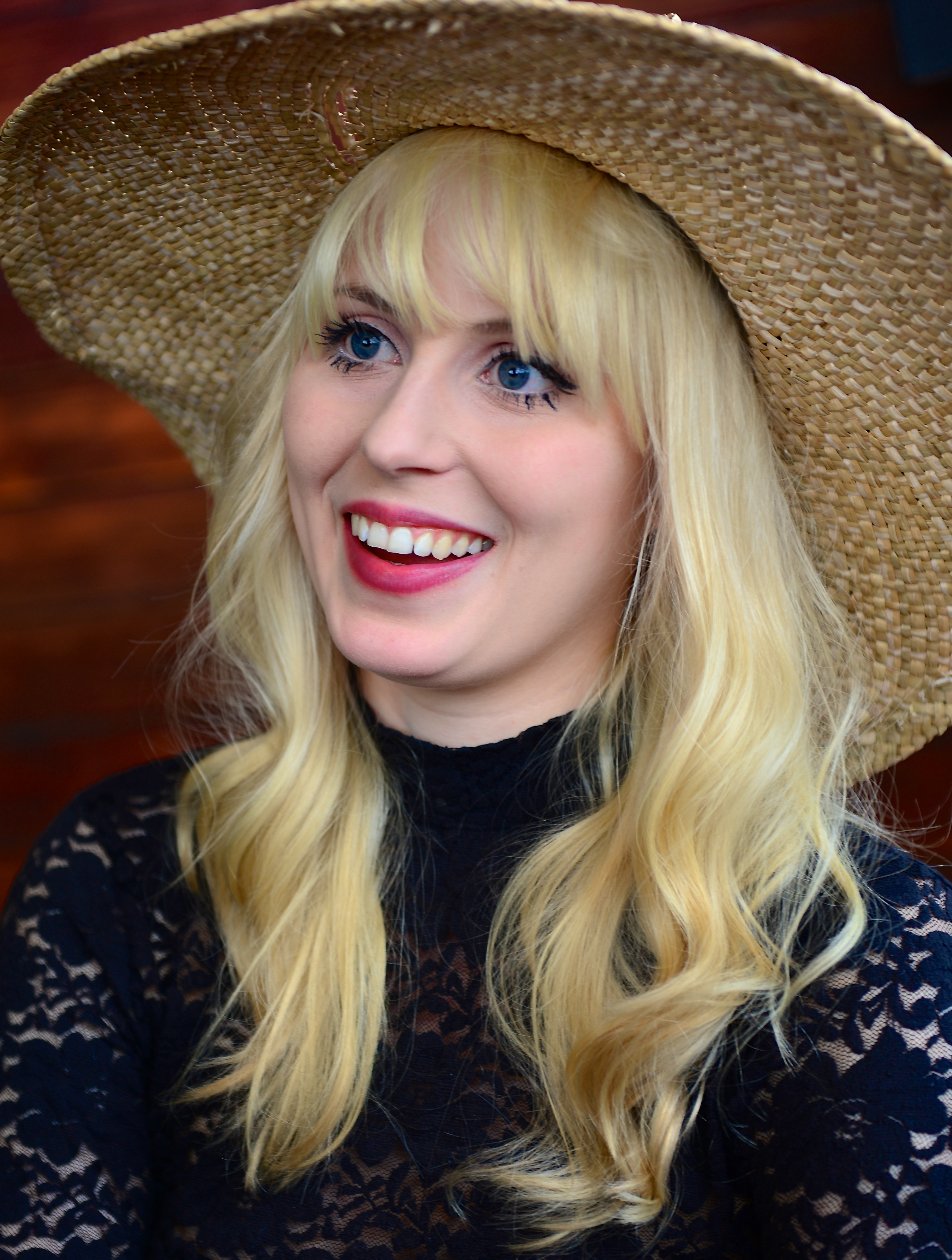
Amanda Jenssen.
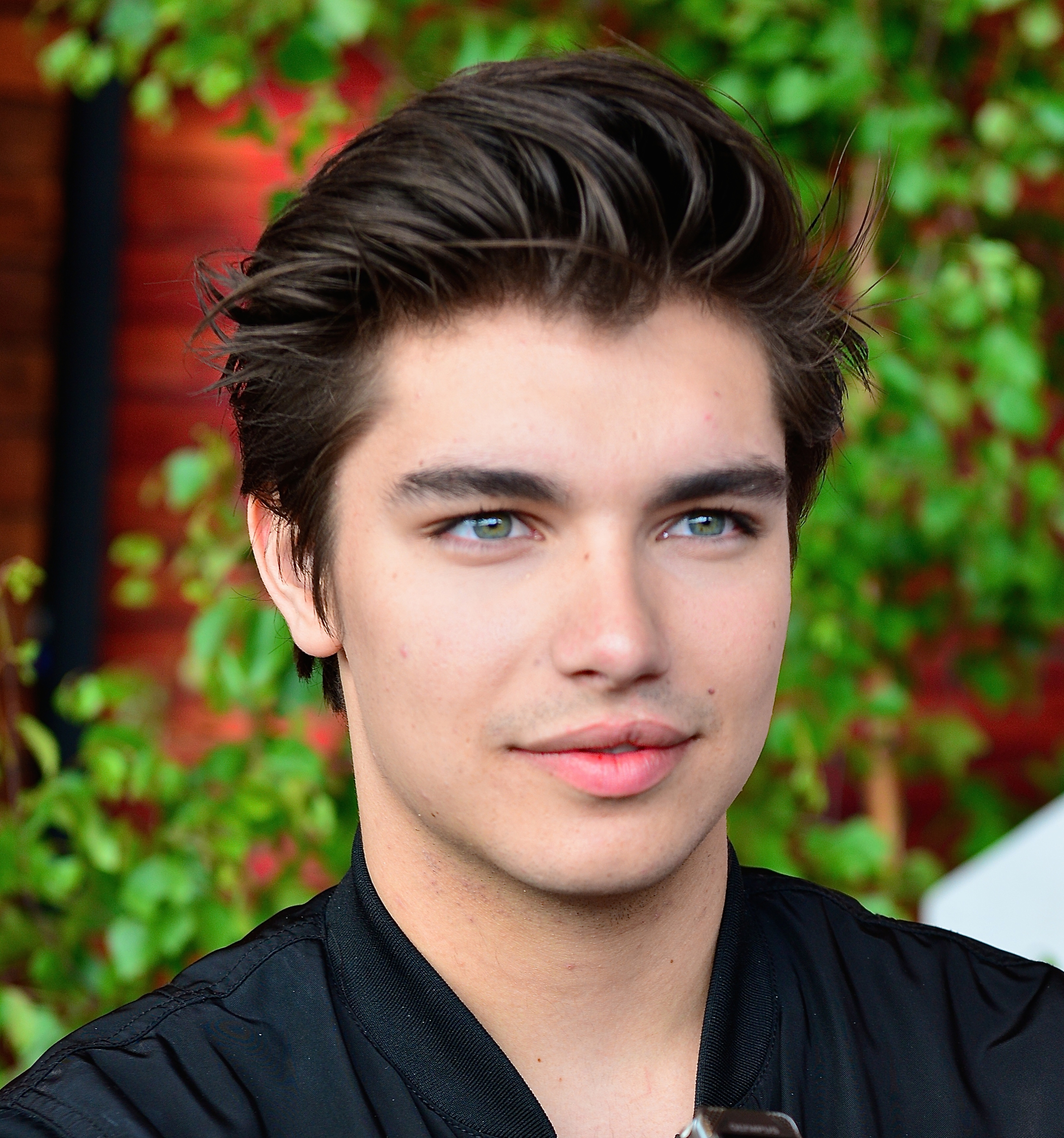
Anton Ewald.
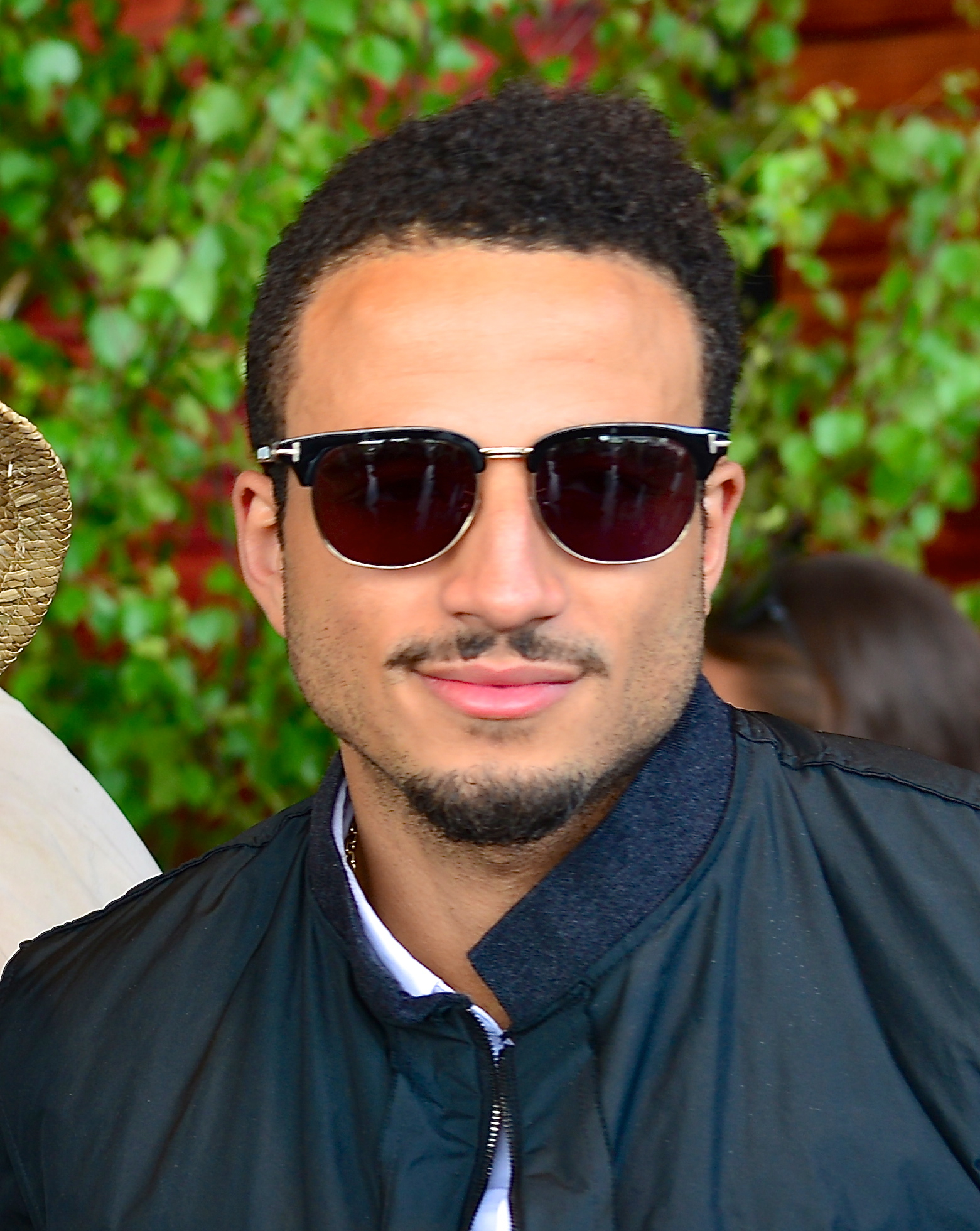
Kim Cesarion.
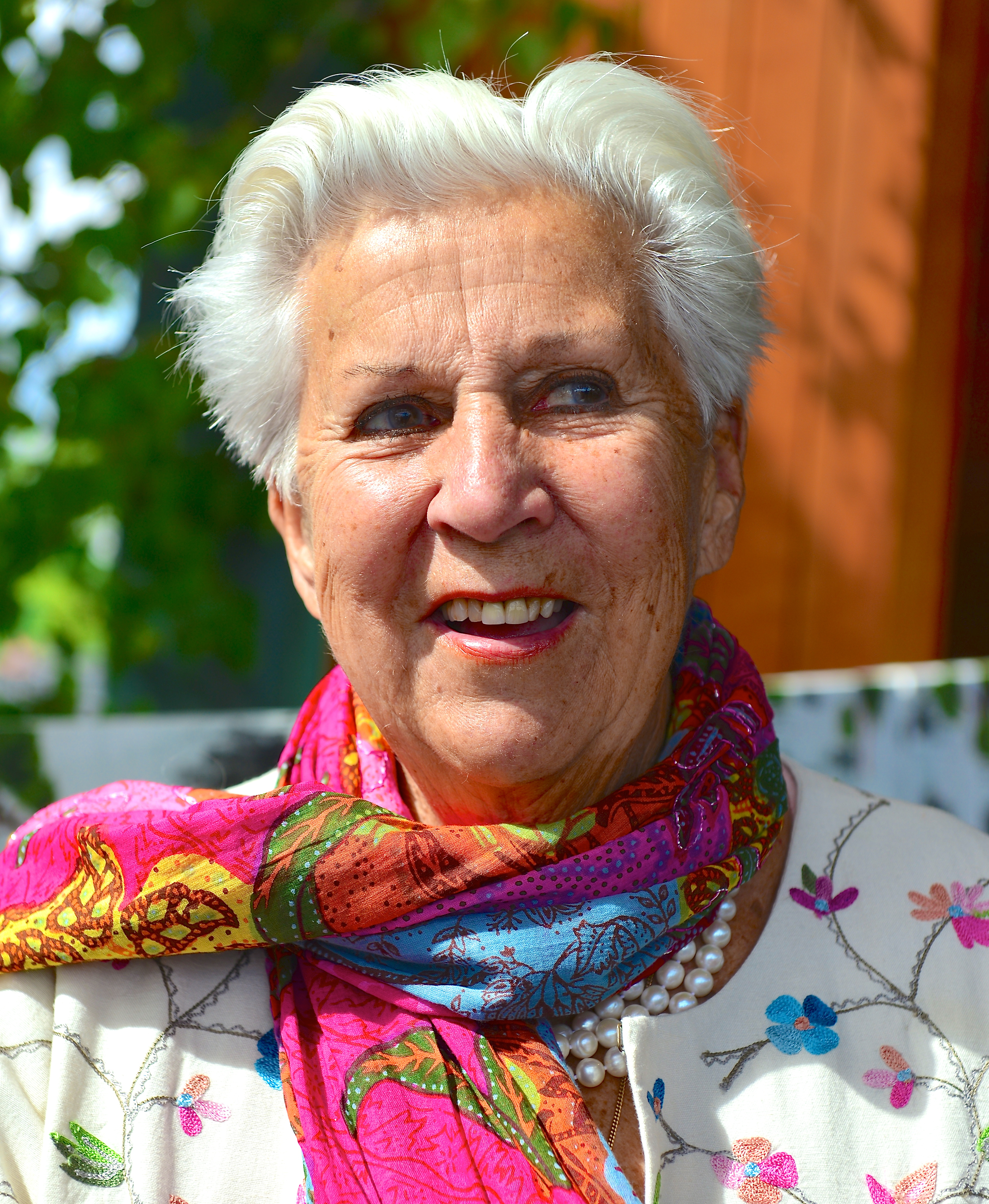
Kjerstin Dellert.
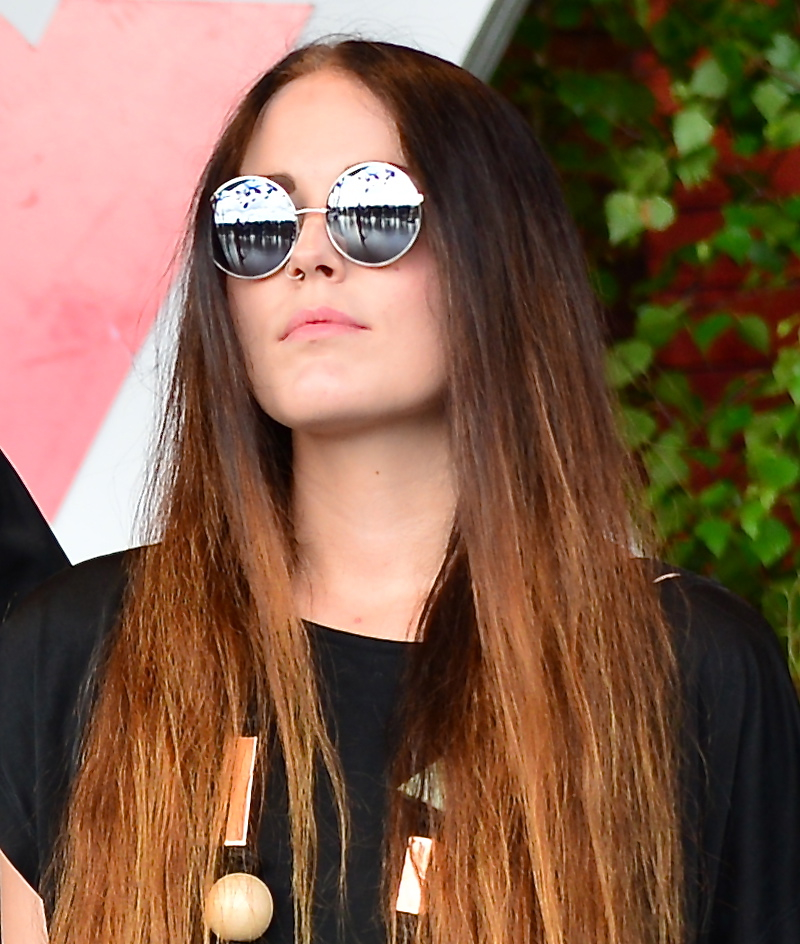
Miriam Bryant.
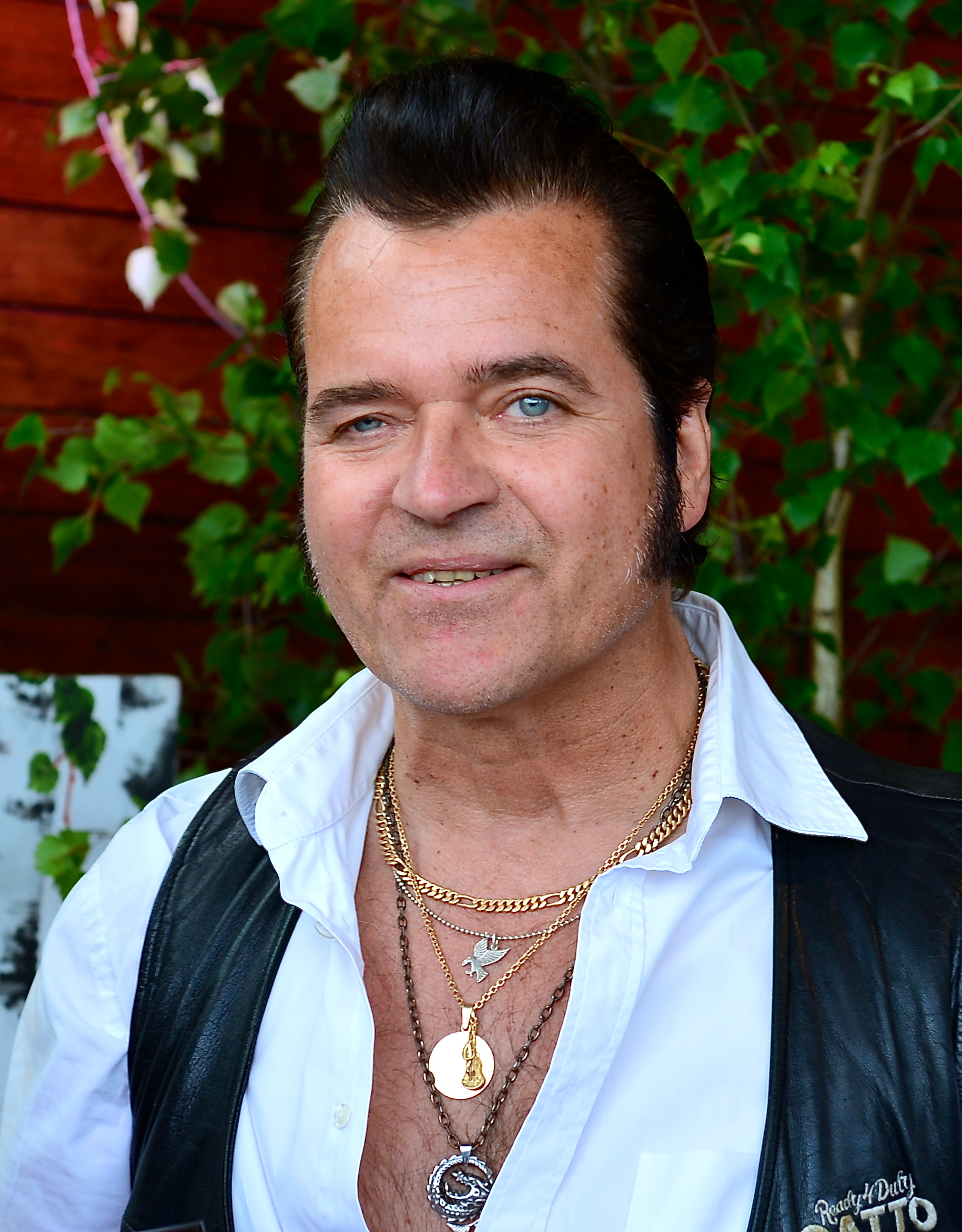
Peter Jezewski.
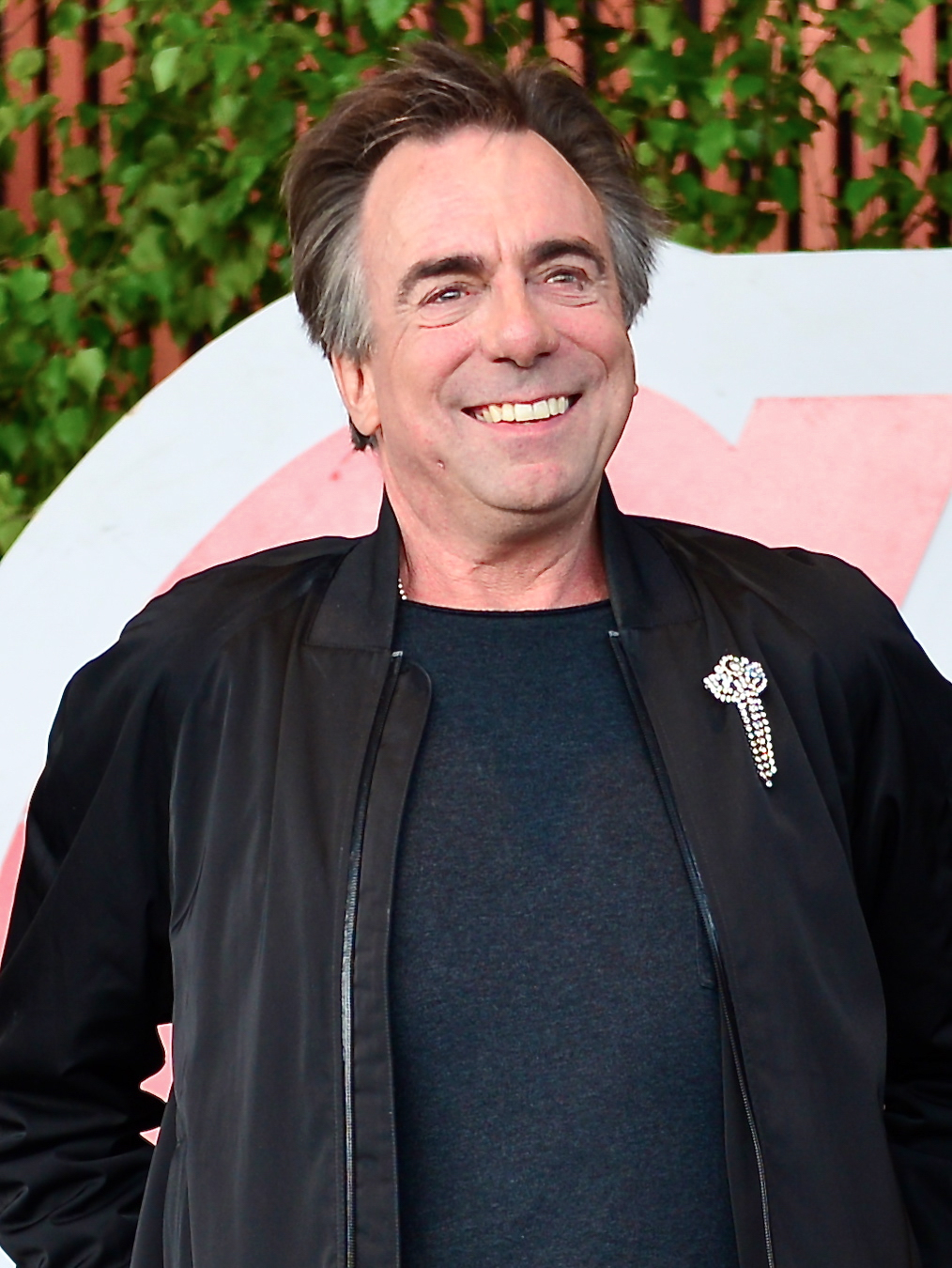
Rikard Wolff.
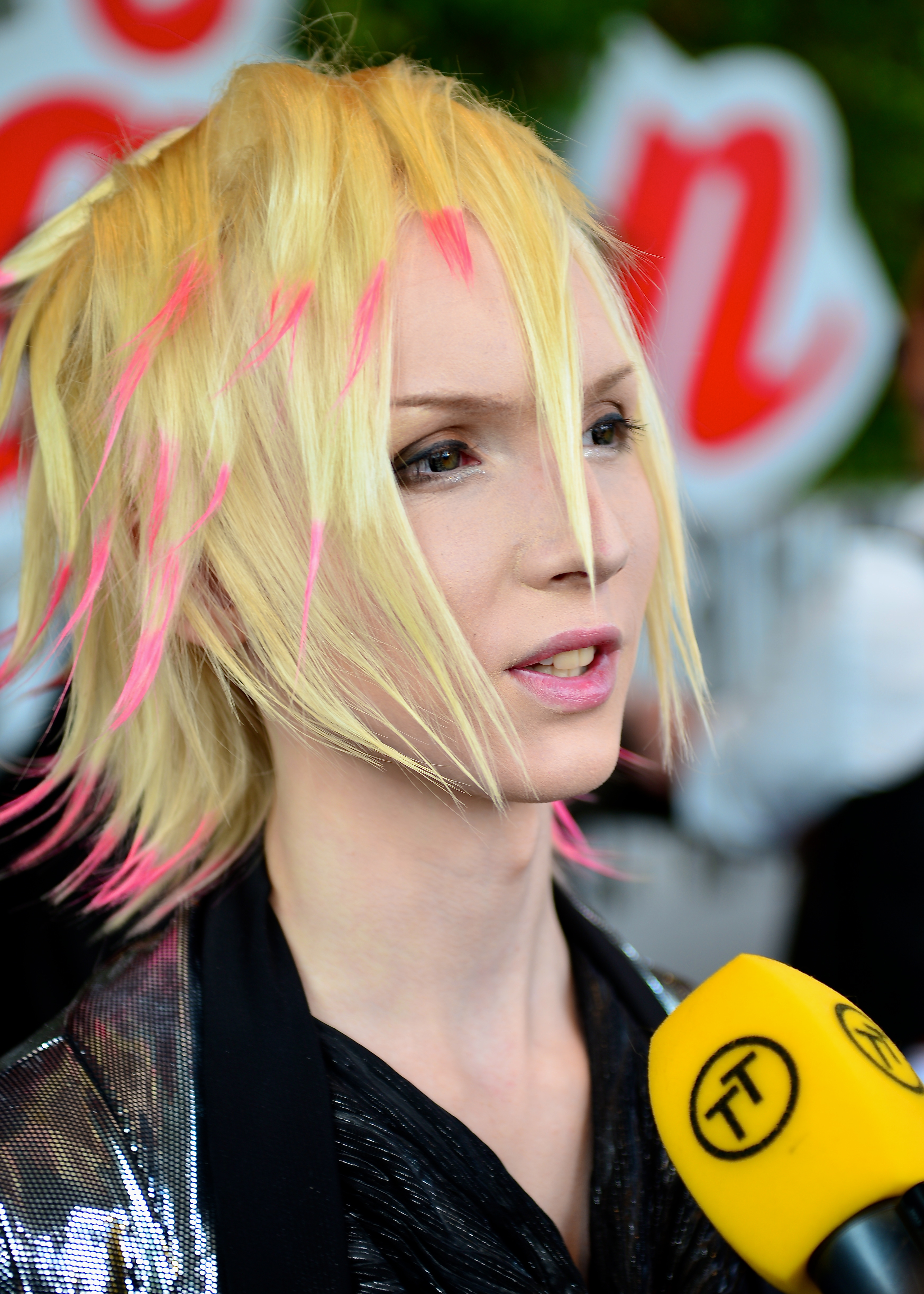
Yohio.
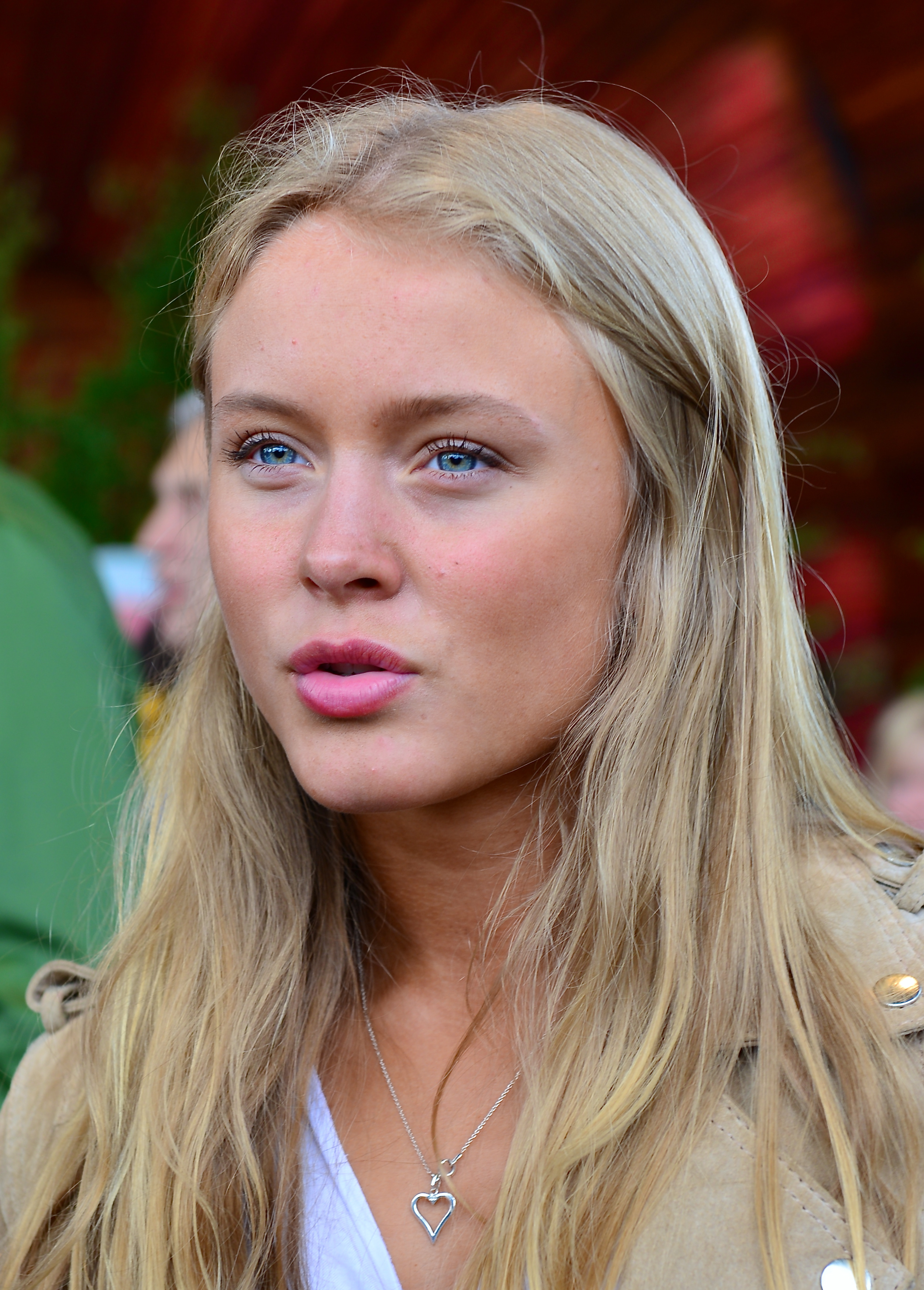
Zara Larsson.
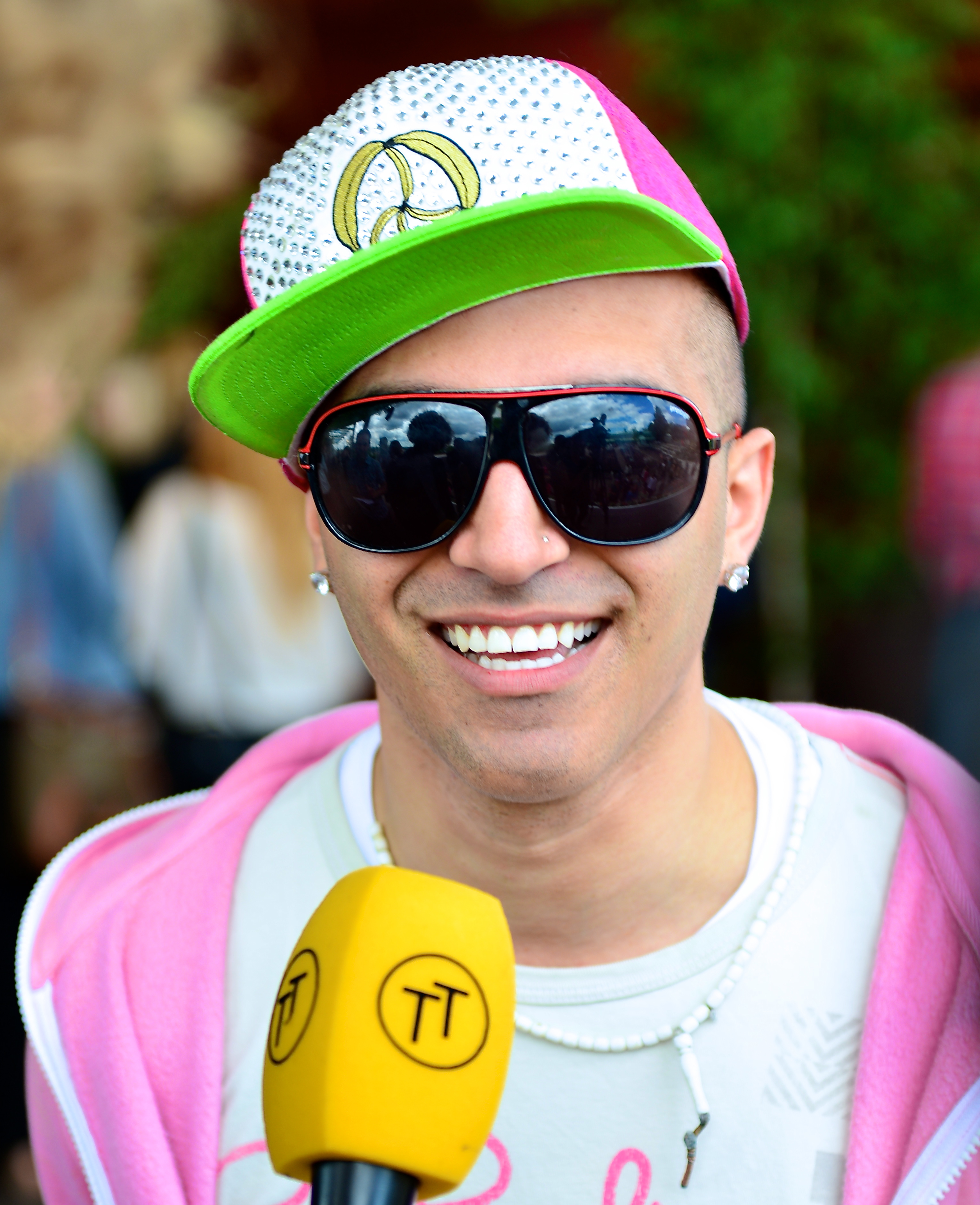
Sean Banan.
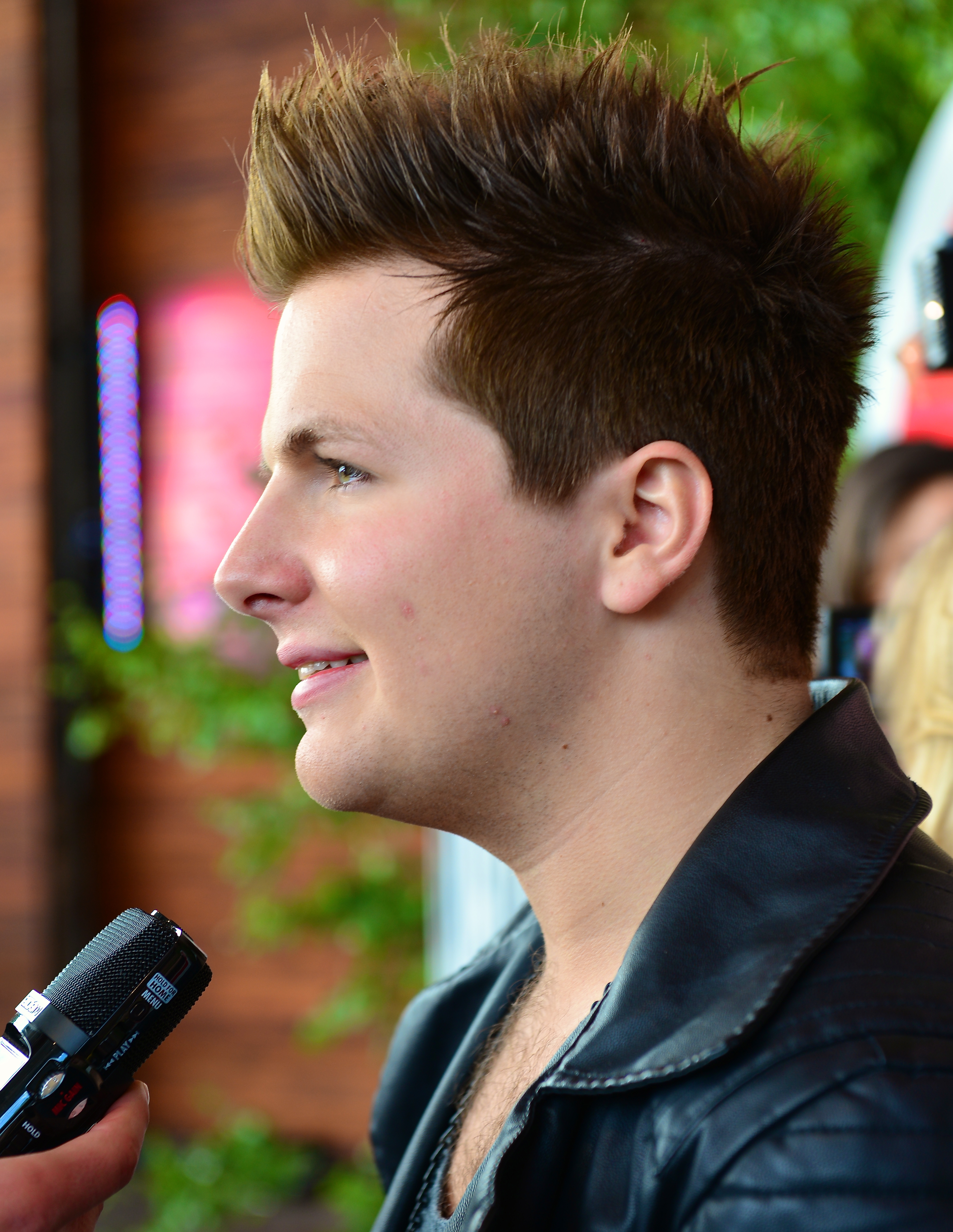
Robin Stjernberg.
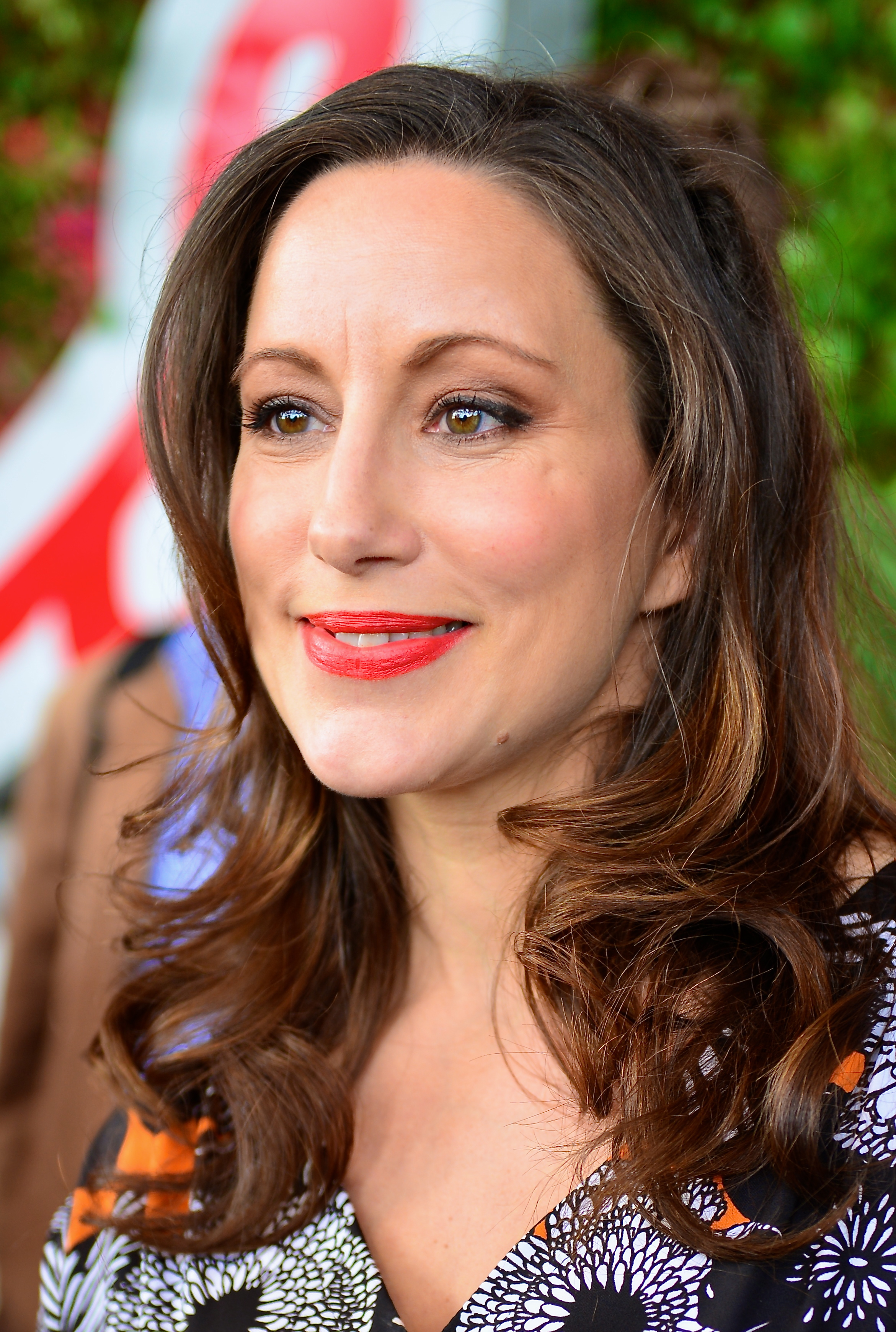
Lisa Nilsson.
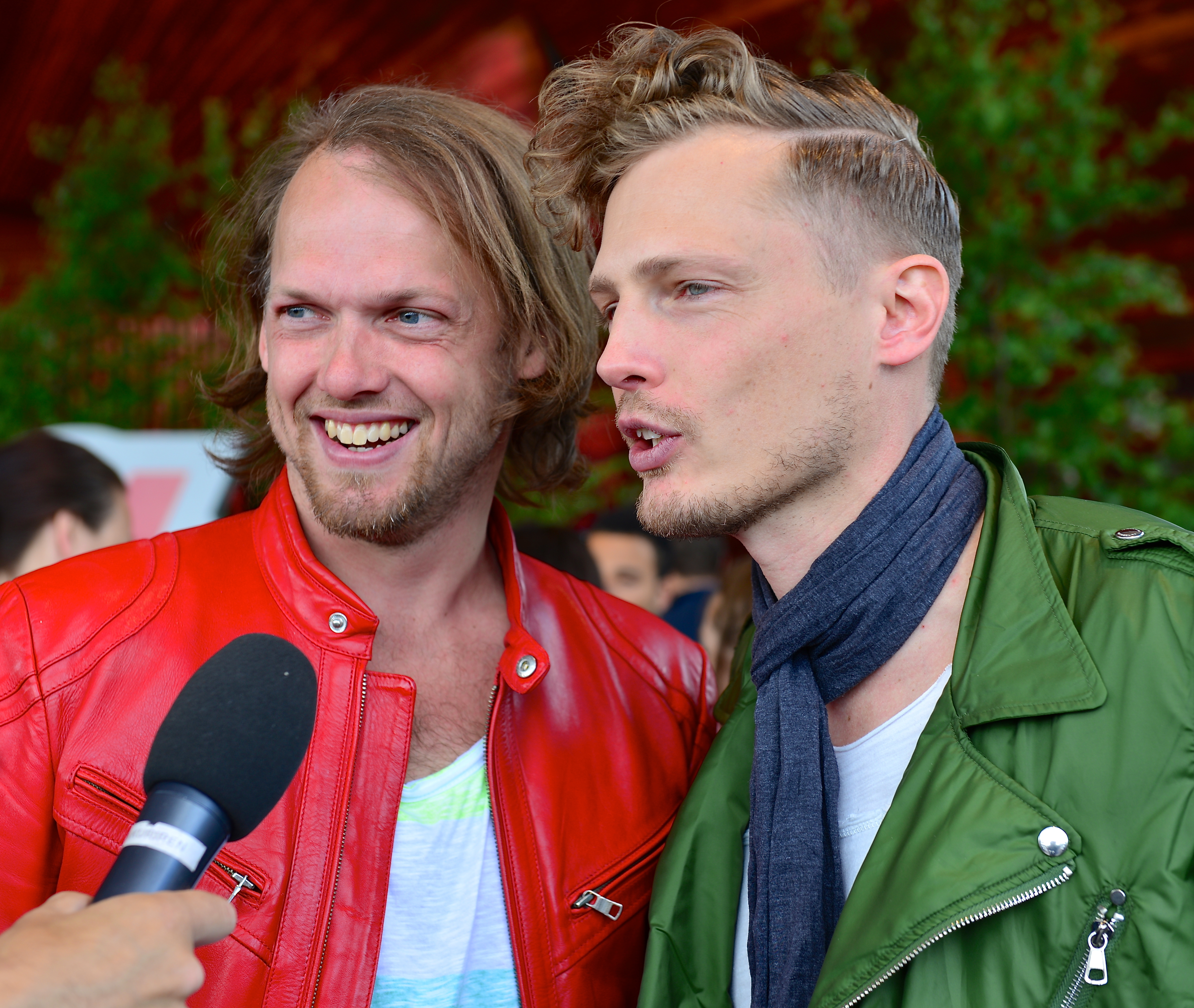
Brynolf & Ljung.
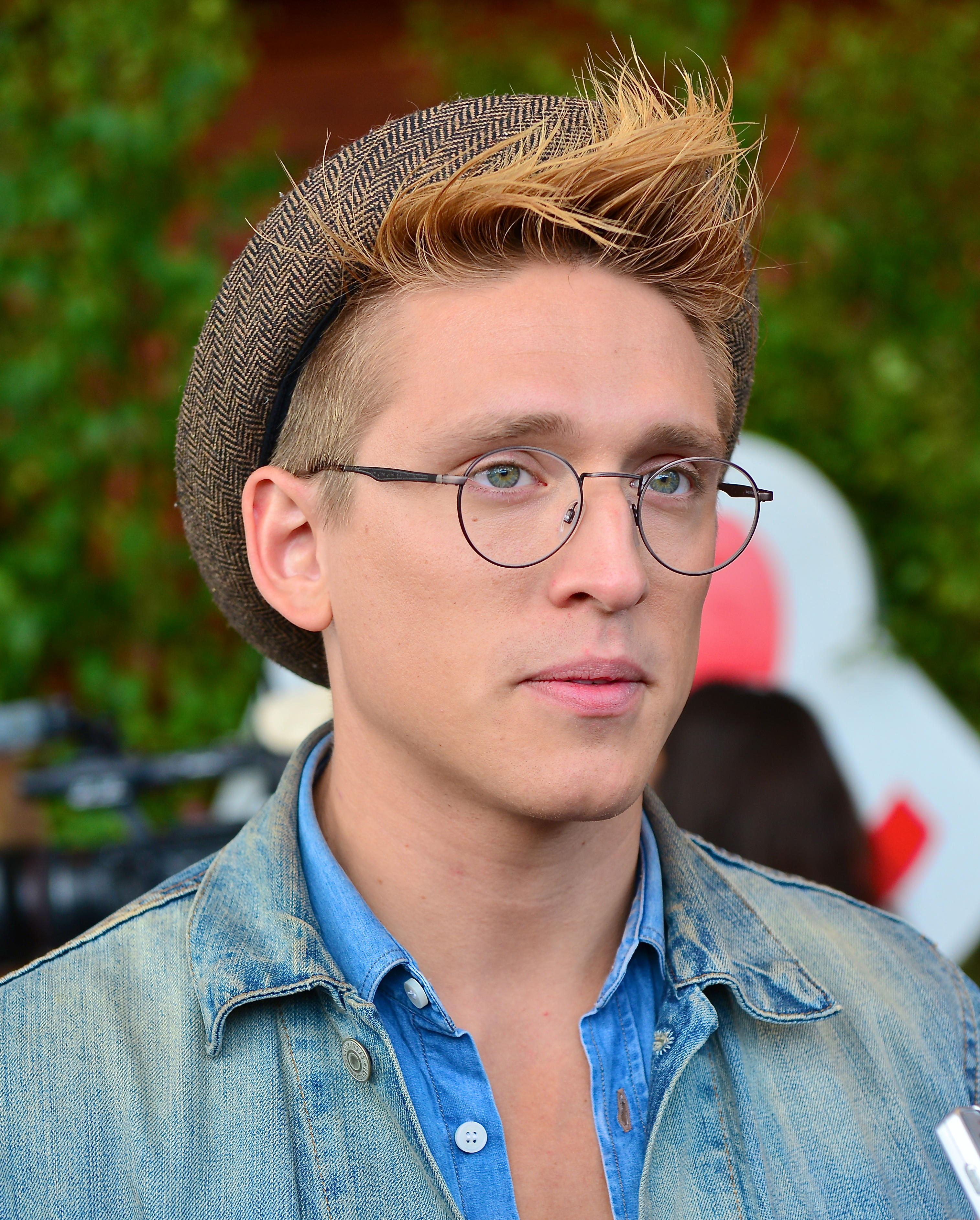
Danny Saucedo.
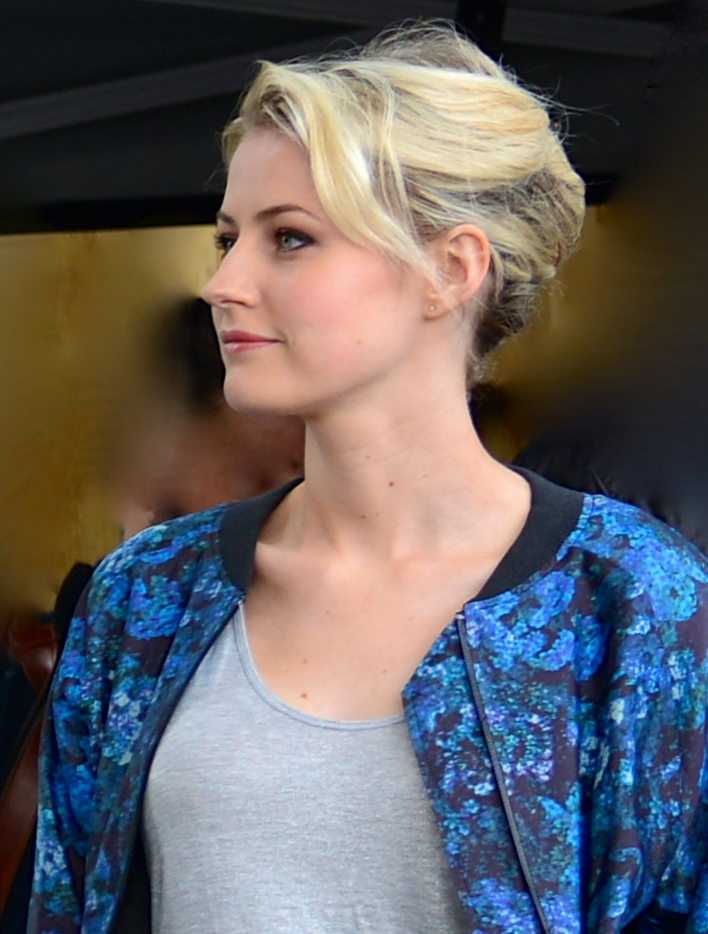
Edda Magnason.
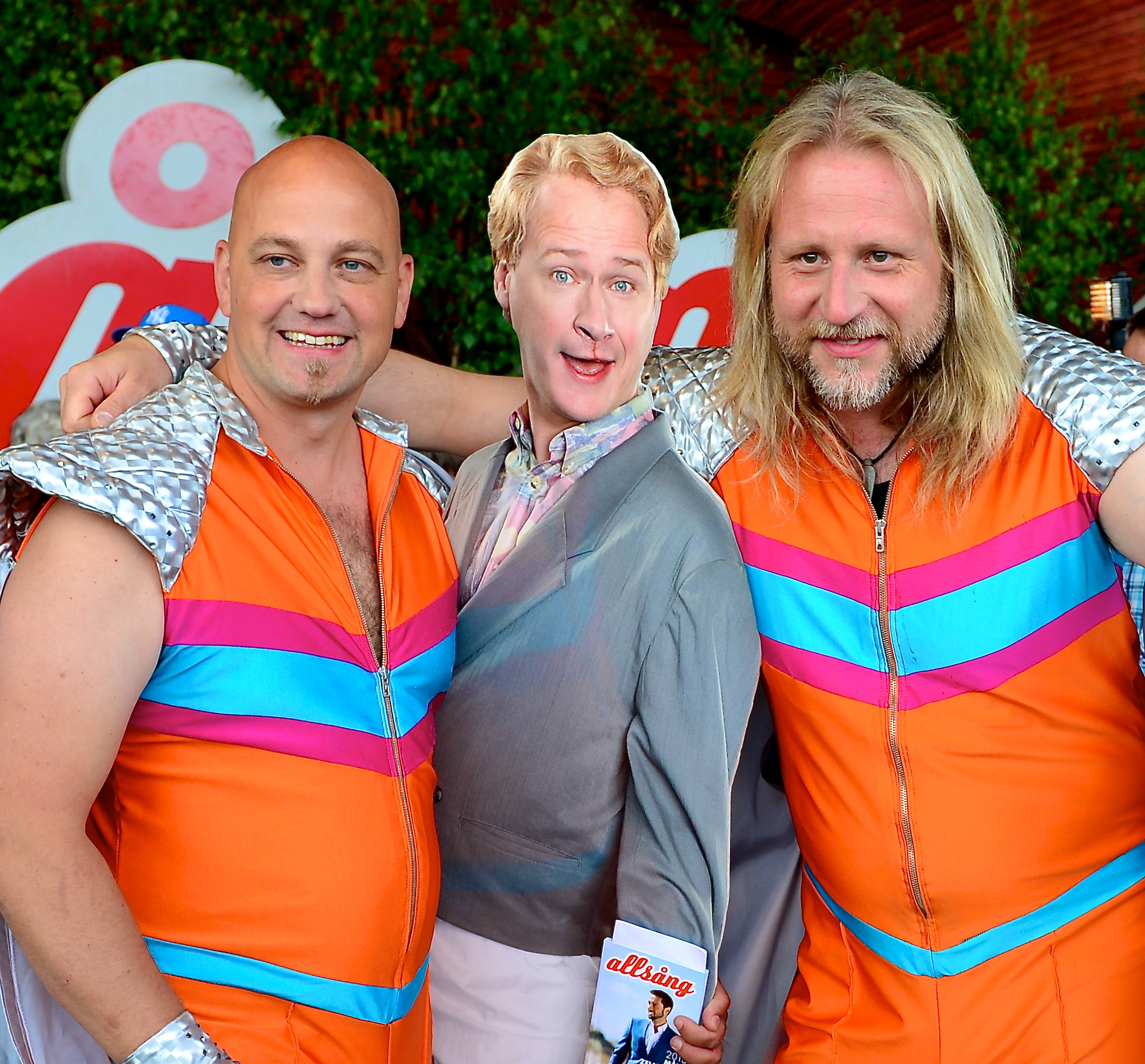
Rolandz.

### 2014
- 24 juni: Ace Wilder & Mariette Hansson (kör/gitarr), Niklas Strömstedt & Eric Bazilian, Malena Ernman & Loa Falkman, James Blunt, Albin feat. Kristin Amparo & Mattias Andréasson
- 1 juli: Markus Krunegård, Nina Persson, Sanna Nielsen, Gunhild Carling, Seinabo Sey, Jany Schella[10]
- 8 juli: Elisas, The Fooo, Björn Skifs, Linda Pira, Jon Henrik Fjällgren, Peter & Viktor (Peter Filiptsev och Viktor Bergendal)
- 15 juli: Laleh, Jill Johnson & Doug Seegers, Annika Herlitz, The Real Group, Ison & Fille
- 22 juli: Electric Banana Band, Darin, Titiyo, Vera Nord
- 29 juli: Weeping Willows, Ola Salo, Alcazar, Panetoz, Stefan Nilsson & Anna Stadling, & Lidingö Motettkör
- 5 augusti: Takida, Orup, Linnea Henriksson, Timbuktu, John de Sohn
- 12 augusti: Jenny Wilson, Icona Pop, John Martin, Lise & Gertrud

### 2015
- 23 juni: Carola, Hasse Andersson, Panetoz
- 30 juni: Norlie & KKV, Måns Zelmerlöw, Sabina Ddumba, Tomas Ledin, Siw Malmkvist, Pernilla Wahlgren
- 7 juli: Bo Kaspers Orkester, Danny Saucedo, Isa, Jill Johnson & Doug Seegers, Magnus Carlsson
- 14 juli: Darin, Jakob Karlberg, Titti Sjöblom, Zara Larsson, Brolle & Nanne Grönvall, Jeja Sundström
- 21 juli: Dinah Nah, Ida LaFontaine, Kjell Lönnå & Sundsvalls Kammarkör, Lasse Stefanz & Mikael Wiehe, Ulrik Munther
- 28 juli: Alcazar, Gunilla Backman, Svante Thuresson & Pernilla Andersson, Viktor Ohlsson, Molly Sandén
- 4 augusti: CajsaStina Åkerström, Christina Nilsson, Bruno Mitsogiannis, Peter Johansson, David Lindgren, Robert Rydberg, Petter, Say Lou Lou
- 11 augusti, Sveriges Radios Symfoniorkester, Lena Philipsson, Tommy Körberg, Rigmor Gustafsson & Viktoria Tolstoy, Robert Noack & Maria Ylipää

### 2016
- 28 juni: BAO, Frans Jeppsson Wall, Miriam Bryant
- 5 juli: Lisa Nilsson, Daniel Adams-Ray, Malena Ernman, Oscar Zia, Ola Forssmed & Andreas Nilsson
- 12 juli: Laleh, Marcus & Martinus, Daniel Norberg, Niklas Strömstedt, Elin Rombo
- 19 juli: Saraha, Anders Glenmark, Josefin Johansson, Orup, Solala, Sonja Aldén, Albin Fredriksson
- 26 juli: Veronica Maggio, Smith & Thell, Jamala, Nassim Al Fakir, Gladys del Pilar och Blossom Tainton
- 2 augusti: Léon, Martin Stenmarck, Ola Aurell, Systerpolskan
- 9 augusti: Maria Andersson, Sten & Stanley, Bob Hund, Lill-Babs, Benjamin Ingrosso
- 16 augusti: Zara Larsson, Lill Lindfors, John Lundvik, Frances, Tensta Gospel Choir

### 2017
- 27 juni: Robin Bengtsson, Sabina Ddumba, Shima Niavarani, Tomas Ledin
- 4 juli: Miriam Bryant, Per Gessle, Tina Ahlin & Orsa Spelmän, Stor & Jireel
- 11 juli: Linnea Henriksson, Mando Diao, Emmi Christensson
- 18 juli: Miss Li, The Boppers, Panetoz, Wiktoria
- 25 juli: Darin, Svante Thuresson & Nisse Landgren, Tove Styrke, Anna Sköld (Wizex), Sandra Estberg (Martinez), Henrik Sethsson (Casanovas), Andreas Olsson (Sannex) & Maria Persson (Blender)
- 1 augusti: FO&O, Icona Pop, Allsångsscenen är din med Lisa Nilsson
- 8 augusti: Jack Vreeswijk, Janice, Plura, The Sounds, Lisa Ekdahl & Adam Pålsson
- 15 augusti: Danny Saucedo, Malena Ernman & Helen Sjöholm, Jill Johnson, Anki Albertsson, Linda Olsson, Mercedesz Csampai, Pablo Cepeda, Sussie Eriksson med flera

### 2018
- 26 juni: Shirley Clamp, Peter Jöback, Shirin, Jireel, Iza & Elle
- 3 juli: GES, Linda Pira, Alessia Cara med medverkan också av de tidigare programledarna Lasse Berghagen, Anders Lundin, Måns Zelmerlöw och Petra Marklund
- 10 juli: Avantgardet, Markoolio, Lilla Al-Fadji, Cornelia Beskow, Margaret
- 17 juli: Alcazar, Uno Svenningsson, Grant, Jojje Wadenius
- 24 juli: Kaliffa, Sannex, Amanda Ginsburg, Pernilla Wahlgren
- 31 juli: Tove Styrke, Tommy Körberg, Samir & Viktor, Blen, Emma Peters & Hanna Dorsin, Netta
- 7 augusti: Bo Kaspers Orkester, Lena Philipsson, Petter, Molly Sandén
- 14 augusti: Seinabo Sey, Magnus Uggla, Sven-Bertil Taube, Systerpolskan, Mikael Rickfors

### 2019
- 25 juni: Astrid S, Carola, John Lundvik, Timbuktu & Damn!
- 2 juli: Laleh, Molly Hammar, Owe Thörnqvist, Sandro Cavazza
- 9 juli: Ana Diaz, Arvingarna, Benjamin Ingrosso & Felix Sandman, Claudia Campagnol
- 16 juli: Ann-Louise Hanson, Bishara, Lamix, Molly Sandén
- 23 juli: Imenella feat. Newkid, Sven-Ingvars, Åkervinda, Smith & Thell
- 30 juli: Adrian Angelico, Maxida Märak, Orup, Icona Pop
- 6 augusti: Janice, Miriam Bryant, Oscar Stembridge, Philip Jalmelid
- 13 augusti: GAMMAL (Peg Parnevik & Pontus Pettersson), Norlie & KKV

### 2020
- 23 juni: Agnes, The Mamas, Jill Johnson & Robin Stjernberg, Newkid[11]
- 30 juni: Miss Li, Anna Bergendahl, Måns Zelmerlöw, Erik Lundin. Hemliga gästartister i programmet var Sussie Eriksson, Klasse Möllberg, Christopher Wollter, Janne Schaffer och Daniel Norberg som också var ett hyllningsprogram för den medverkande, 80-årsfirande Lasse Åberg.[11][12][13]
- 7 juli: Darin, Dotter, Amanda Ginsburg, Nisse Hellberg,[11] Linda Bengtzing[14]
- 14 juli: Mando Diao, Anis Don Demina, Myra Granberg, Kokobäng SVT Play/ Barn, Zikai[11]
- 21 juli: Daniel Adams-Ray, The Boppers, Peg Parnevik, Blenda,[11] Miriam Bryant[15]
- 28 juli: Eva Dahlgren, Rickard Söderberg, Estraden, Gee Dixon, Shirley Clamp[11]
- 4 augusti: Lena Philipsson, Victor Leksell, Bengan & Allan Janson, Merit Hemmingson,[11] Rhys, Andreas Weise, Anne-Lie Rydé, Lill Lindfors
- 11 augusti: Petter, Helen Sjöholm, Petra Marklund[11]

### 2021[16]
- 29 juni: Molly Sandén, Per Andersson, Anis Don Demina & Sami, Lisa Nilsson, Pernilla Andersson[17]
- 6 juli: Sabina Ddumba, Eric Saade, Lena Jonsson Trio, Uno Svenningsson, Lasse Holm
- 13 juli: Eva Rydberg & Ewa Roos, Takida, Loreen, Thomas Stenström, Arantxa Alvarez, Ola Forssmed, Andreas Nilsson
- 20 juli: Jelassi, Frida Öhrn, Newkid, Vikingarna, Brynolf & Ljung, Christer Sjögren, Anki Albertsson, Charlotte Strandberg
- 27 juli: Arvingarna, Eagle-Eye Cherry, Cherrie, Tusse, Lina Hedlund, Fredrik Kempe, Anna Bergendahl, Lotta Schelin, Hampus Nessvold
- 3 augusti: Charlotte Perrelli, Sandro Cavazza, Darin, Tove Styrke, Beata Ernman, Mariette, Georgia K
- 10 augusti: Benjamin Ingrosso, Landgren/Tolstoy/Sand, Smith & Thell, Daniela Rathana, Maria Möller, Bobbysocks (Allsångsscenen är din: Benjamin Ingrosso. Gästades också av Tommy Körberg, Cherrie och Sara Zacharias)
- 17 augusti: Maja Francis, Chris Kläfford, Timbuktu, Peter Jöback, Petra Marklund, Martin Redhe Nord, Emma Sventelius, Petra Marklund, Pernilla Wahlgren.

### 2022[18][19][20]
- 28 juni: The Ark*, Benson Boone, Cornelia Jakobs, Jill Johnson, Jireel
- 5 juli: Tomas Ledin*, Theoz, Åsa Jinder, Janice
- 12 juli: Medina*, Kristofer Greczula, Eric Bibb, Myra Granberg, Sanne Salomonsen, Clara Henry[21]
- 19 juli: Sahara Hotnights, Linnea Henriksson*, Casanovas, Tone Sekelius
- 26 juli: Hanna Ferm & Junie, Hasse Andersson, Moonica Mac, Thomas Stenström*, Nanne Grönvall
- 2 augusti: Mikael Wiehe, Afro-Dite, Alba August, A36
- 9 augusti: Iris Bergcrantz, Marcus & Martinus, Albin Lee Meldau  (Allsångsscenen är din: Molly Sandén)
- 16 augusti: Tommy Körberg, Ella Tiritiello, Siw Malmkvist, Sabina Ddumba, Vanna Rosenberg, Hanna Hedlund, Daniel Norberg, Sonja Aldén, Shirley Clamp

* Gör Live från Sollidenscenen efter det ordinarie programmet, en sändning som visas på SVT Play.

### 2023
| Program | Datum           | Medverkande | Tittarsiffror |
| ------- | --------------- | --- | ------------- |
| 1       | 27 juni 2023    | Mando Diao, Laleh, Loreen, Lasse Stefanz och Louisiana Avenue                                                               |               |
| 2       | 4 juli 2023     | Zara Larsson, Sven-Ingvars, Hooja och Jackie Mere                                                                           |               |
| 3       | 11 juli 2023    | Måns Zelmerlöw, Panetoz, Olivia Lobato, Erika & Cecilia (folkmusik), Malena Ernman och Rickard Söderberg                    |               |
| 4       | 18 juli 2023    | Carola, Hanna Hedlund, Lucianoz och Lova                                                                                    |               |
| 5       | 25 juli 2023    | Peter Jöback, Stor, Kiana, Lancelot och Thomas Stenström                                                                    |               |
| 6       | 1 augusti 2023  | Oscar Zia, Stefan Sundström (sjunger Taube), Admira Thunderpussy, Rebecka Wallroth och Johanna Wallroth och Johar & Josefin |               |
| 7       | 8 augusti 2023  | Darin, Nordman, Naod, Petra Marklund och Isabella Lundgren                                                                  |               |
| 8       | 15 augusti 2023 | Victor Leksell, Helen Sjöholm & Tommy Körberg och David Ritschard                                                           |               |

### 2024
Gästerna presenterades den 13 juni 2024.
| Program | Datum           | Medverkande                                                                                            | Tittarsiffror |
| ------- | --------------- | --- | ------------- |
| 1       | 25 juni 2024    | Albin Lee Meldau, Molly Hammar, Marcus och Martinus, Tina Ahlin, Malena Ernman med Orsa Spelmän, Adaam |               |
| 2       | 2 juli 2024     | Molly Sandén, Omar Rudberg, Peg Parnevik, Tomas Ledin, Mange Schmidt & Byz                             |               |
| 3       | 9 juli 2024     | Jill & The Johnsons, Medina, Timo Räisänen, Oscar Zia och Parham, Tommy Nilsson                        |               |
| 4       | 16 juli 2024    | Herreys, Fröken Snusk, Zoe Lobos, Peter Jöback                                                         |               |
| 5       | 23 juli 2024    | Maja Francis, Smash Into Pieces, Titti Sjöblom, Ehrling Eliasson och Linda Pettersson, Norlie & KKV    |               |
| 6       | 30 juli 2024    | Elisabeth Andreassen och Lotta Engberg, Uno Svenningsson, Ellen Krauss, Liamoo                         |               |
| 7       | 6 augusti 2024  | Miss Li, Simon Superti, Dreamgirls, Anji och Lisa Ekdahl, Christer Sjögren                             |               |
| 8       | 13 augusti 2024 | Orup, Isak Danielson, Miriam Bryant                                                                    |               |

### 2025
Gästerna presenterades i juni 2025.
| Program | Datum           | Medverkande | Tittarsiffror |
| ------- | --------------- | --- | ------------- |
| 1       | 24 juni 2025    | KAJ, Zara Larsson, Medina, Daniela Rathana, Da Buzz, Dr. Alban och E-Type                                                                      |               |
| 2       | 1 juli 2025     | Laleh Pourkarim, Darin Zanyar, Ida-Lova, Dolly Style                                                                                           |               |
| 3       | 8 juli 2025     | Tjuvjakt, Scarlet, Viktor Norén, Linus Wahlgren, Anis Don Demina                                                                               |               |
| 4       | 15 juli 2025    | Johnossi, Ison & Fille, Meira Omar, Niklas Strömstedt, Johanna Frostling, Jan Rippe, Per Fritzell                                              |               |
| 5       | 22 juli 2025    | Lina Hedlund, Banna Sona Band, Brynolf & Ljung, Melody Club                                                                                    |               |
| 6       | 29 juli 2025    | Victor Leksell, Emmalisa Hallander, Adaam & Greekazo, Kikki Danielsson, Charlotte Perrelli, Charlotte Perrelli, Emilio Ingrosso, Vito Ingrosso |               |
| 7       | 5 augusti 2025  | Ola Salo, Peter Jöback, Thomas Stenström, Titiyo, Felicia Takman                                                                               |               |
| 8       | 12 augusti 2025 | Seinabo Sey, Lisa Nilsson, Magnus Uggla, Lucas Krüger, Jessica Marberger, Hanna Hedlund, Emilie Evbäck från Roxettemusikalen Joyride           |               |